# Divizia 8 Infanterie (1916-1918)
Divizia 8 Infanterie a fost o mare unitate de nivel tactic care s-a constituit la 14/27 august 1916, prin mobilizarea unităților sale existente la pace. Divizia  a făcut parte din organica Armatei de Nord. La intrarea în război, Divizia 8 Infanterie a fost comandată de generalul de brigadă Ioan Pătrașcu. Divizia a participat la acțiunile militare pe frontul românesc, pe toată perioada războiului, între 27 august 1916 - 11 noiembrie 1918.

## Ordinea de bătaie la mobilizare

### Campania anului 1916
La declararea mobilizării, la 27 august 1916, Divizia 8 Infanterie a făcut parte din compunerea de luptă Armatei de Nord, alături de Divizia 7 Infanterie, Divizia 14 Infanterie și Divizia 2 Cavalerie. Armata de Nord era comandată de generalul de divizie Constantin Prezan.
Ordinea de bătaie a diviziei era următoarea:

- Divizia 8 Infanterie

- Regimentul 8 Vânători
- Brigada 15 Infanterie

- Regimentul Ștefan cel Mare No.13
- Regimentul Regimentul 7 Racova No. 25

- Brigada 16 Infanterie

- Regimentul 8 Dragoș No. 29
- Regimentul Alexandru cel Bun No. 37

- Brigada 38 Infanterie

- Regimentul 53 Infanterie
- Regimentul 65 Infanterie

- Brigada 8 Artilerie

- Regimentul 12 Artilerie
- Regimentul 17 Artilerie

## Reorganizări pe perioada războiului
În prima jumătate a anului 1917, Divizia 8 Infanterie s-a reorganizat pe front, în sectorul ocupat de Armata 2. Divizia 8 Infanterie a fost inclusă în compunerea de luptă a Corpului IV Armată, alături de Divizia 6 Infanterie și Divizia 7 Infanterie. Corpul IV Armată era comandat de generalul de divizie Gheorghe Văleanu, eșalonul ierarhic superior fiind Armata 2, comandată de generalul de corp de armată Alexandru Averescu.
Ordinea de bătaie a diviziei era următoarea:

- Divizia 8 Infanterie

- Regimentul 8 Vânători
- Brigada 15 Infanterie

- Regimentul 13 Infanterie
- Regimentul 25 Infanterie

- Brigada 16 Infanterie

- Regimentul 29 Infanterie
- Regimentul 37 Infanterie

- Brigada 8 Artilerie

- Regimentul 12 Artilerie
- Regimentul 17 Obuziere

- Compania divizionară de mitraliere
- Divizionul de cavalerie
- Batalionul 8 Pionieri

## Comandanți
Pe perioada desfășurării Primului Război Mondial, Divizia 7 Infanterie a avut următorii comandanți:
| Gradul             | Numele               | Perioada                              | Imagine |
| ------------------ | -------------------- | ------------------------------------- | ------- |
| General de brigadă | Ioan Pătrașcu        | 15 august 1916 - 23 decembrie 1916    |         |
| Colonel            | Paul Angelescu       | 23 decembrie 1916 - 30 decembrie 1916 |         |
| Colonel            | Alexandru D. Sturdza | 4 ianuarie 1917 - 20 ianuarie 1917    |         |
| General de brigadă | Ioan Pătrașcu        | 21 ianuarie 1917 - 3 februarie 1918   |         |
| General de brigadă | Iacob Zadik          | 28 octombrie 1918                     |         |